# ビクトリア (小惑星)
ビクトリア (12 Victoria) は、太陽系の比較的大きな小惑星のひとつ。火星と木星の間の軌道を公転している。

## 概要
イギリス人のジョン・ハインドによって1850年に発見された。その組成はケイ酸塩とニッケル鉄からなっていると推定されている。1980年のスペックル干渉法による観測及び1995年のレーダーによる観測の結果から、衛星を持つことが示唆されている。

## 命名
小惑星ビクトリアはローマ神話に登場する勝利の女神ウィクトーリア（ギリシア神話ではニーケー）に由来するが、当時のイギリスの元首はヴィクトリア女王であり、存命中の君主の名前を付けることの是非について論争が巻き起こった。発見者が提案したもう一つの名前候補 "Clio"（のちに別の小惑星の名前になったKlioと同じ）を支持する者もいたが、最終的には神話由来であるとして「ビクトリア」で決着した。